# Comuna Zneațovo, Muncaci
Zneațovo (în ucraineană Зняцьово) este o comună în raionul Muncaci, regiunea Transcarpatia, Ucraina, formată din satele Cervenovo, Drahînea, Kinlod, Vinkove și Zneațovo (reședința).

## Demografie
Componența lingvistică a comunei Zneațovo
     Ucraineană (93,46%)
     Alte limbi (1,08%)
Conform recensământului din 2001, majoritatea populației comunei Zneațovo era vorbitoare de ucraineană (93,46%), existând în minoritate și vorbitori de alte limbi.